# Theatre Royal (Nottingham)
Das Theatre Royal in Nottingham, England, ist ein prominenter Veranstaltungsort im Zentrum der Stadt und befindet sich im Besitz der Stadt, welcher auch die gleich angrenzende Royal Concert Hall gehört. Im Theatre Royal kommen große Dramen, Oper, Ballett und Musicals und eine jährliche englische Pantomime zur Aufführung.

## Geschichte
1865 erteilte die Nottingham Theatre Company, welche sich im Besitz der Spitzenfabrikanten John und William Lambert befand, dem berühmten Theaterarchitekten seiner Zeit, Charles John Phipps, den Auftrag zum Bau eines Theaters. Es sollte ein „Tempel des Dramas“ und ein „Ort der arglosen Erholung (innocent recreation) und von Moral und intellektueller Kultur“ werden.
Zum Preis von 15.000 £ (heutiger Kaufkraft entspräche dies ca. 1,5 Millionen Euro) wurde das Gebäude nach nur sechs Monaten fertig gestellt.
Die klassisch gestaltete Fassade mit ihren korinthischen Säulen sind immer noch ein markanter Punkt im Stadtbild Nottinghams.
Am Montag, den 25. September 1865 wurde das Haus mit dem Stück The School for Scandal von Richard Brinsley Sheridan eröffnet.
Als der bisherige Manager H Cecil Beryl 1897 das Theater verließ, um seine eigenen Theater in seiner Heimat Glasgow zu betreiben, übernahm die neu gegründete Gesellschaft The Robert Arthur Theatres Ltd. das Haus. Die Gesellschaft, welche später auch an die Börse ging, betrieb bereits das Her Majesty`sin Dundee und das Theatre Royal in Newcastle.
Die Gesellschaft wartete mit dem ganzen Spektrum gefeierter Theateraufführungen, Opern, Revuen und englischer Pantomime auf. Als ihr 1912 die Mittel ausgingen, übernahm Michael Simons, ebenfalls aus Glasgow, die Geschäfte. Die Howard & Wyndham Ltd., deren Gründer und Vorsitzender er war, übernahm damit die Robert Arthur Group samt seinen Theatern. Als der Pachtvertrag 1924 auslief, erwarb die Gesellschaft Moss Empires das Theater.
Am 6. Oktober 1952 schrieb das Haus mit der Weltpremiere des Agatha-Christie-Stücks Die Mausefalle (The Mousetrap) Theatergeschichte. Seitdem wird das Stück täglich im Londoner West End aufgeführt und ist damit das am längsten ununterbrochen aufgeführte Theaterstück der Welt.
1969 erwarb die Stadtverwaltung Nottinghams das Gebäude. Da das Theater in einem schlechten Zustand war („… some of the worst backstage conditions in the country“). wurde es unter dem Aufwand von fünf Millionen Pfund aufwendig restauriert.
In einem offiziellen Rahmen wurde das Haus in Anwesenheit von Prinzessin Anna, welche sich sehr beeindruckt zeigte, am 6. Juni 1978 feierlich wiedereröffnet.

## Architektur

### Bau 1865 (Charles J. Phipps)
Das elegante Portal mit seinen sechs korinthischen Säulen aus Oolith (gewonnen aus den 40 km entfernten Steinbrüchen der Ortschaft Ancaster (Distrikt South Kesteven, Grafschaft Lincolnshire), Eigenname: „Ancaster stone“) begegnete dem Wunsch der Lambertbrüder ein besonders prächtiges Theater zu errichten. Die Präsentation des Portals sollte einen maximalen Effekt hervorrufen und das Gebäude wurde daher bewusst am Ende einer neuen Straße angelegt, welche vom großen Marktplatz (heute „Old MarketQuare“) herunterführte. Sie wurde auch Theatre Street benannt (heute „Market Street“).
Die angelegte Kapazität des Theaters umfasste 2.200 Zuschauer:
- Parkett: 850
- Unterer Balkon (Dress Circle): 250
- Mittlerer Balkon: 250
- Galerie: 800
- Privatlogen: 50

### Umbau 1897
Der renommierte Theaterarchitekt Frank Matcham wurde beauftragt den neuen „Empire Palace of Varieties“ nebenan zu errichten. Das Theatre Royal wurde in der Zeit von April bis September 1897 zur Neugestaltung der Räumlichkeiten geschlossen. Die Arbeiten umfassten den Bau neuer Umkleideräume hinter dem Theater, weil der bisherige Ort an der Seite des Gebäudes für das Empire benötigt wurde.
Das Empire war 60 Jahre lang die Heimat von populäreren Produktionen und Künstlern, darunter Charlie Chaplin und Harold Lloyd. Es wurde in den Jahren 1980–82 durch die Royal Concert Hall (Kapazität: 2.499 Zuschauer) ersetzt.
Matcham gestaltete ebenfalls den bestehenden Zuschauerraum des Theatre um.
Hierbei leistete er Pionierarbeit, da er Kragträger aus Stahl verwandte, welche Balkone ohne Stützpfeiler ermöglichten. Diese Bauweise ließ er auch patentieren. Ohne Säulen, Absenken der Bühne und Neigungserhöhung der Ränge wurden die Sichtlinien deutlich verbessert und die Zuschauerkapazität auf rund 3.000 Zuschauer erhöht.

### Das Gebäude heute
Das Theater hat vier Sitzebenen: das Parkett, den ersten Balkon („dress circle“), den zweiten Balkon („upper circle“) und den obersten Balkon („balcony“) mit einer Gesamtkapazität von  1.186 Sitzen. Sieben Bars und anmietbare Konferenzräume schließen sich an.
Das Theater ist mit einer gleichnamigen Haltestelle („Royal Centre tram stop“) an den öffentlichen Nahverkehr des Nottingham Express Transits angeschlossen und nutzt einen nahen Parkplatz mit 440 Stellplätzen.